# Брандер

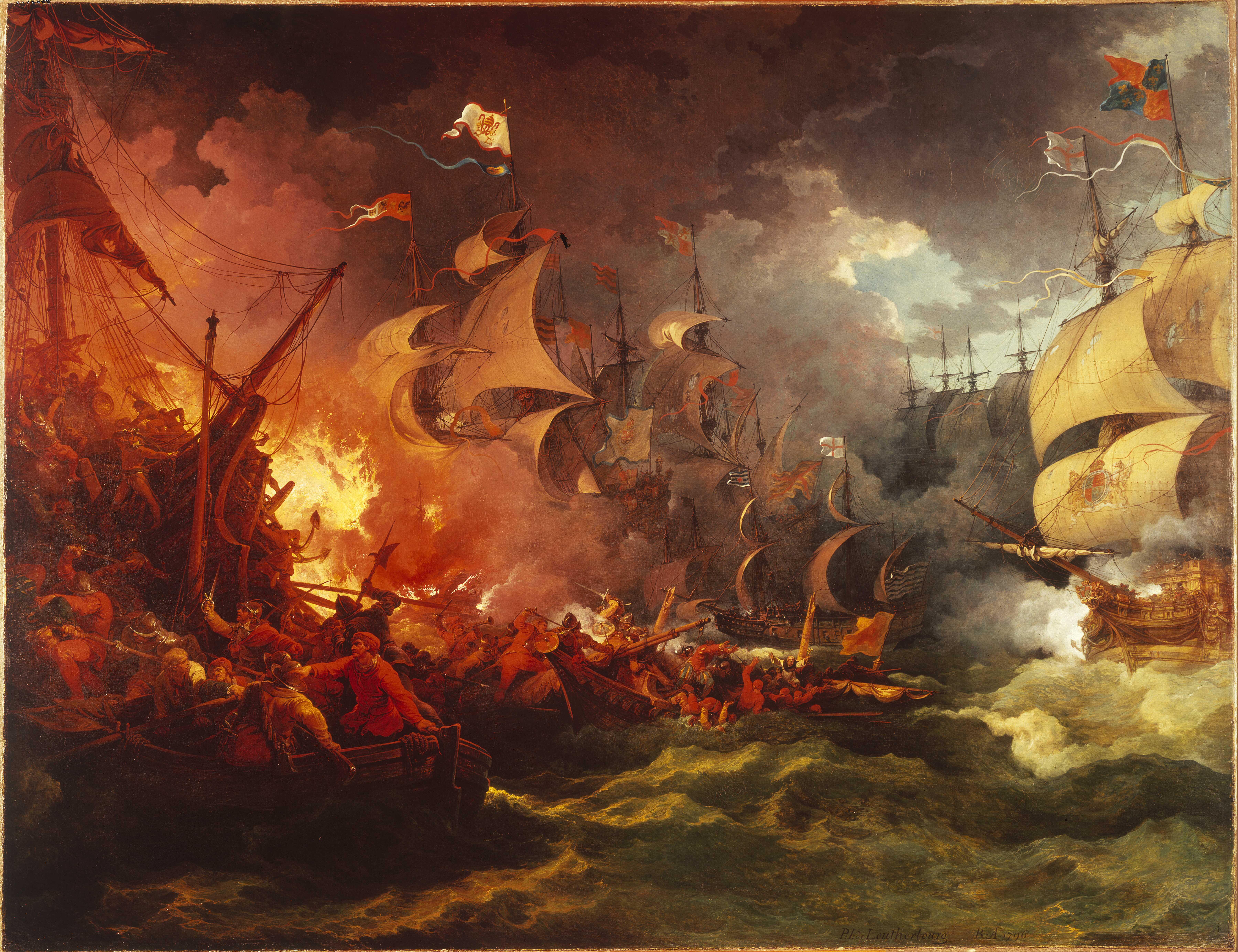
Застосування брандерів проти Непереможної армади

Бра́ндер (нім. Brander, нід. brander, від branden — «горіти») — судно в епоху вітрильного флоту, навантажене горючими та вибуховими речовинами, призначене для спалення ворожих кораблів. 

## Історія
Як брандери використовувались застарілі судна.
В сторону противника брандери скеровувались за вітром або за течією, найчастіше вночі або в тумані.
Брандер споряджався так, щоб міг швидко спалахнути і при зустрічі з ворожим кораблем підпалити його. За допомогою брандерів спалювались також мости.
Прикладом успішного застосування брандерів була Чесменська битва 1770 року.
З появою парового флоту брандери втратили своє значення.
Пізніше брандерами стали називати судна, завантажені баластом, які затопляли при вході в бухти, гавані, в каналах, щоб завадити доступу до них з моря. З цією метою брандери застосовувались під час Першої, Другої світових воєн та під час блокади українського флоту в Донузлаві.
Нащадками брандерів є сучасні надводні дрони-камікадзе, що оснащені вибухівкою та самознищуються при атаці — наприклад, українські дрони, що застосовуються під час російсько-української війни з 2022 року. Їх також іноді називають брандерами.